# Lycosoides leprieuri
Lycosoides leprieuri là một loài nhện trong họ Agelenidae.
Loài này thuộc chi Lycosoides. Lycosoides leprieuri được Eugène Simon miêu tả năm 1875.